# Багриновцы
Багри́новцы (укр. Багринівці) — село на Украине, находится в Литинском районе Винницкой области.
Код КОАТУУ — 0522480401. Население по переписи 2001 года составляет 1948 человек. Почтовый индекс — 22350. Телефонный код — 4347.
Занимает площадь 0,726 км².
В селе действует храм Успения Пресвятой Богородицы Литинского благочиния Винницкой епархии Украинской православной церкви.

## Адрес местного совета
22350, Винницкая область, Литинский р-н, с. Багриновцы, ул. Ленина, 60